# Women's Sunday
Women's Sunday fue una marcha y mitin de activistas sufragistas celebrada en Londres el 21 de junio de 1908. Organizada por la Unión Social y Política de Mujeres (WSPU) de Emmeline Pankhurst para reclamar al gobierno liberal el apoye al voto de las mujeres. Se considera la mayor manifestación realizada hasta entonces en el país.
Unas 500.000 mujeres y hombres de todo el país asistieron a la convocatoria y 30.000 mujeres marcharon a Hyde Park en siete procesiones portaron 700 pancartas, incluida una que decía: "No caballerosidad sino justicia".

## Procesiones
El evento fue organizado por Emmeline Pethick-Lawrence, tesorera de la WSPU, y presentó los colores de la WSPU (púrpura, blanco y verde) por primera vez en público. Se les pidió a las mujeres que usaran vestidos blancos y, antes del evento, las tiendas ofrecieron exhibiciones de ropa para las asistentes. The Daily Chronicle señaló: "Los vestidos blancos destacarán en las ventanas con una gran cantidad de accesorios de vestir en violeta y verde". En los dos días previos al evento, se vendieron más de 10.000 bufandas de los colores a dos chelines y once peniques cada una. Los hombres usaban corbatas en los colores.

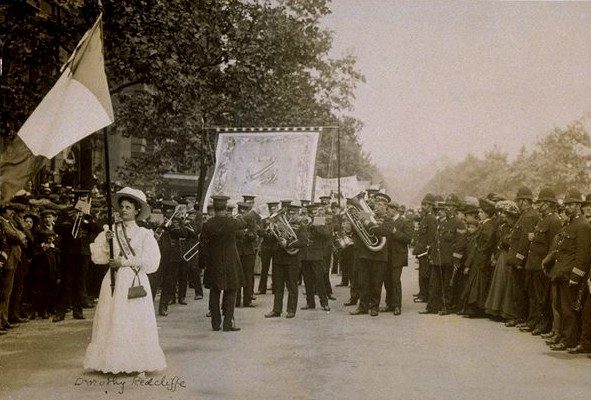
Dorothy Radcliffe sosteniendo en alto una bandera morada, blanca y verde frente a una de las siete bandas

Las delegadas recibieron a las asistentes en las estaciones cuando llegaron a Londres en trenes especiales de todo el país. Alrededor de 30.000 mujeres marcharon a Hyde Park en siete procesiones, cada una de las cuales estaba encabezada por un mariscal en jefe, quien, a su vez, encabezaba mariscales de grupo, capitanes y mariscales de bandera. Emmeline Pankhurst, vestida de púrpura y acompañada por Elizabeth Wolstenholme-Elmy, encabezó una procesión desde Euston Road . En Paddington, Annie Kenney dirigió a las mujeres de Gales, Midlands y el oeste de Inglaterra. Christabel Pankhurst y Emmeline Pethick-Lawrence encabezaron una procesión desde Victoria Embankment . Además, 5.000 marcharon desde Kensington, junto con cinco bandas de música.
Entre quienes asistieron estaban Sylvia Pankhurst, Maud Pember Reeves, Mary Gawthorpe, Ethel Snowden, Keir Hardie, Louie Cullen, Hanna Sheehy-Skeffington, George Bernard Shaw, HG Wells, Thomas Hardy e Israel Zangwill . Se dijo que 300.000 personas habían presenciado el desfile de las 700 sufragistas con sus banderas bordadas. El Daily Chronicle señaló: "Nunca se había reunido una multitud tan grande en Londres para presenciar un desfile de fuerzas políticas". The Standard afirmó: "Desde el principio hasta el final, fue una gran reunión, concebida con audacia, espléndidamente dirigida y llevada a cabo con éxito. Hyde Park probablemente nunca ha visto una mayor multitud de personas".

## Trabajos citados
- Atkinson, Diane (2018). Rise Up Women!: The Remarkable Lives of the Suffragettes. London: Bloomsbury Publishing.
- Holten, Sandra Stanley (2003). Feminism and Democracy: Women's Suffrage and Reform Politics in Britain, 1900–1918. Cambridge: Cambridge University Press.
- Tickner, Lisa (1988). The Spectacle of Women: Imagery of the Suffrage Campaign 1907–14. Chicago: University of Chicago Press.

## Otras lecturas
- "Women's Sunday". Votes for Women. 18 June 1908, pp. 243–246.
- "'Women's Sunday': Hyde Park Rally, 21st June 1908", University of Kent.
- "Suffragette timeline: the long march to votes for women", The Daily Telegraph.
- Pethick-Lawrence, Emmeline (1938). My Part in a Changing World. London: Victor Gollanz.
- Purvis, June (1995). «The prison experiences of the suffragettes in Edwardian Britain». Women's History Review 4 (1): 103-133. doi:10.1080/09612029500200073.

- Datos: Q55099126
- Multimedia: Women's Sunday / Q55099126